# Arionidae
Gli Arionidi (Arionidae Gray, 1840) sono una famiglia di molluschi gasteropodi terrestri dell'ordine Stylommatophora. Sono molluschi privi di conchiglia, chiamati comunemente "limacce" o "lumaconi".

## Tassonomia
La famiglia comprende i seguenti generi:
- Arion A. Férussac, 1819
- Ariunculus Lessona, 1881
- Carinacauda Leonard, Chichester, Richart & Young, 2011
- Geomalacus Allman, 1843
- Kootenaia Leonard, Chichester, Baugh & Wilke, 2003
- Letourneuxia Bourguignat, 1866
- Nipponarion Yamaguchi & Habe, 1955
- Securicauda Leonard, Chichester, Richart & Young, 2011
- Staala Ovaska, Chichester & Sopuck, 2010

La sottofamiglia Ariolimacinae, un tempo inclusa in questa famiglia, è ora considerata una famiglia a sé stante (Ariolimacidae).

### Specie presenti in Italia
Tra gli arionidi più comuni in Italia vi sono Arion ater, Arion hortensis, Arion rufus e Arion vulgaris.

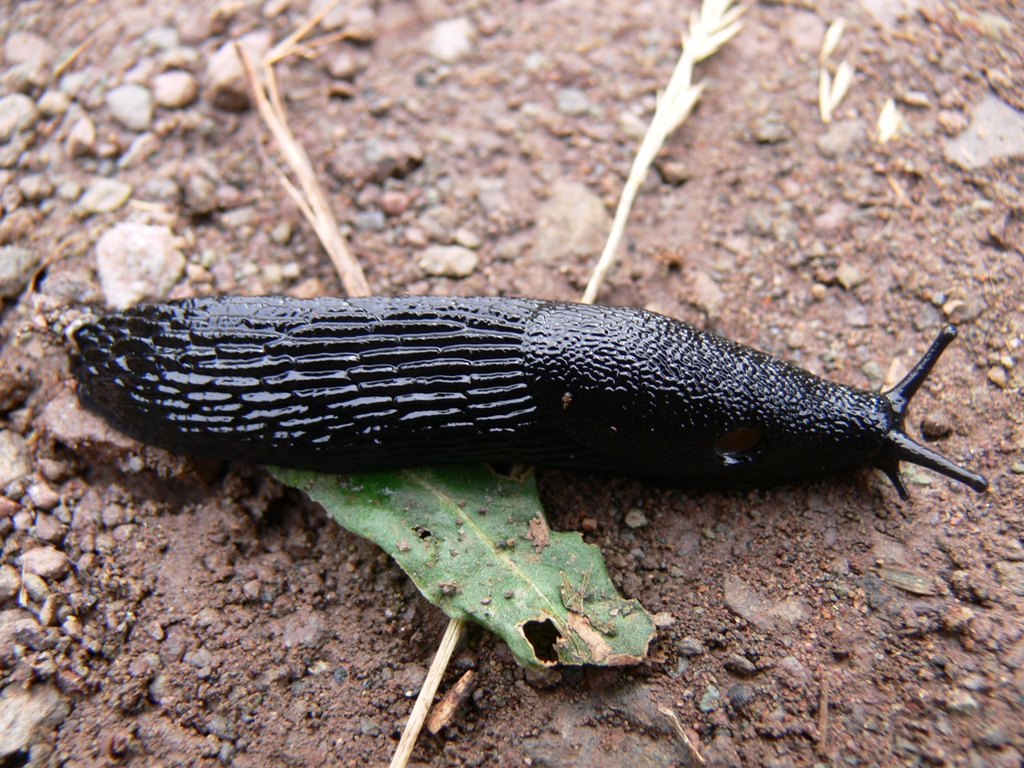
Arion ater
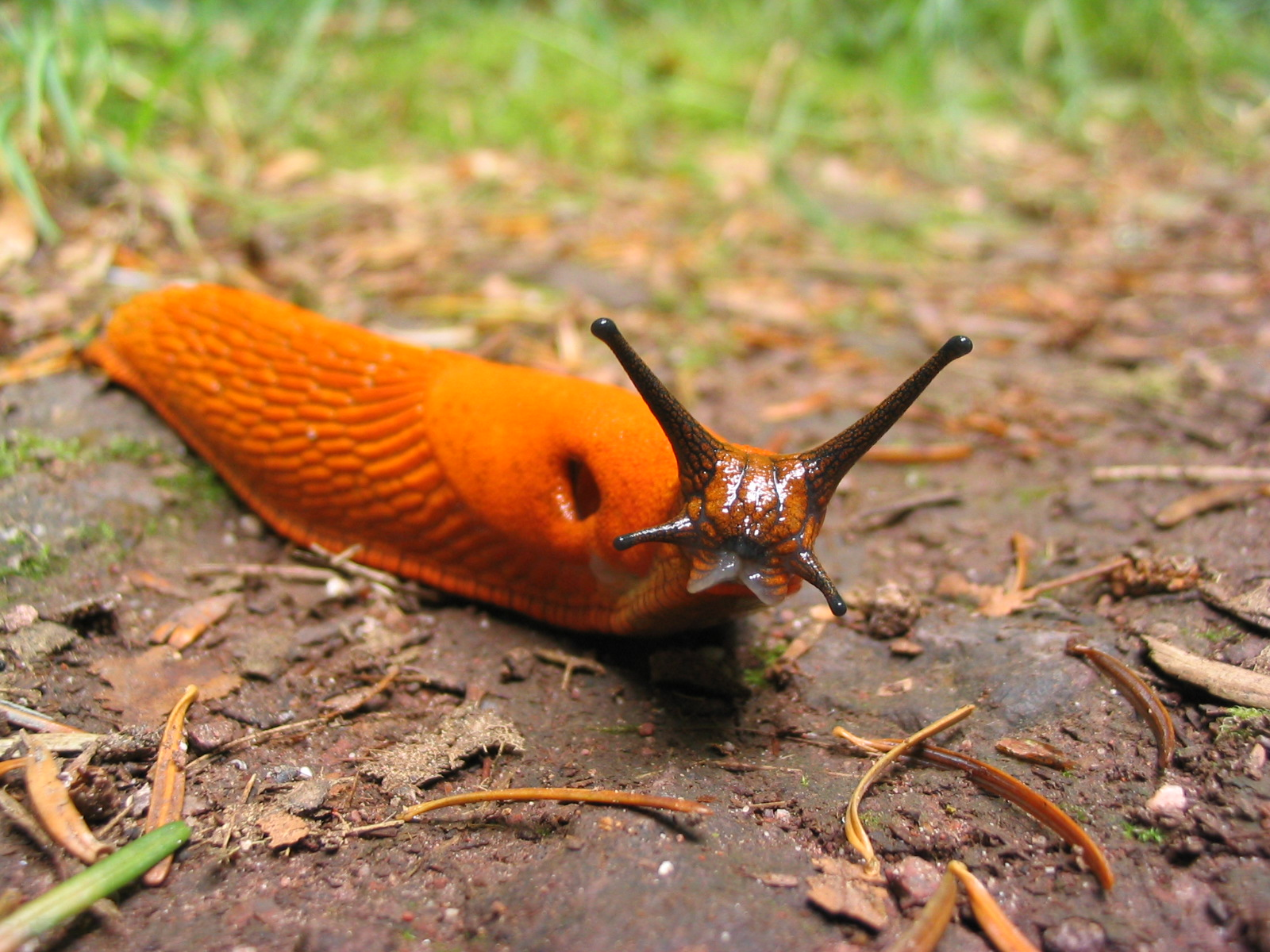
Arion rufus
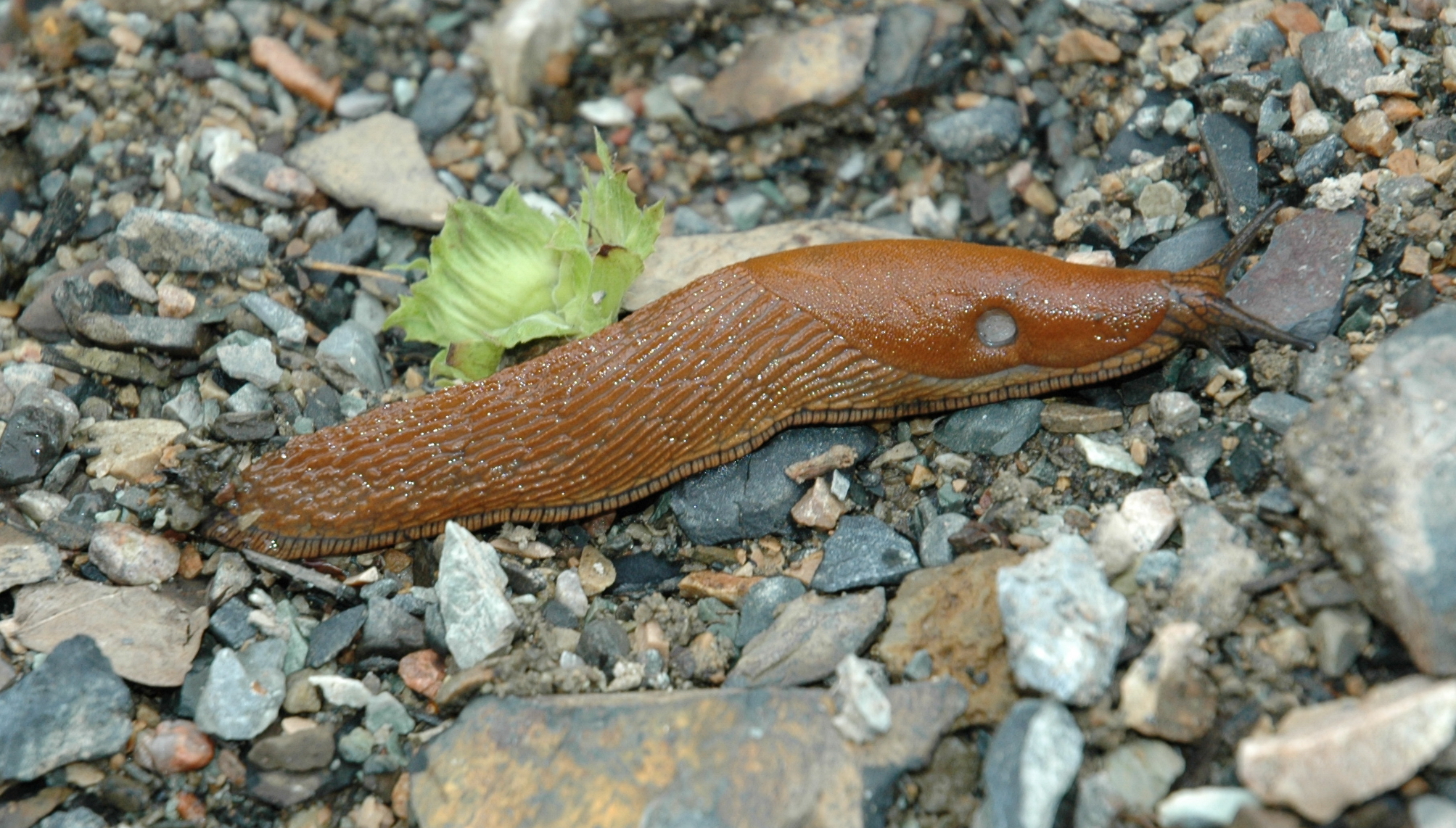
Arion vulgaris